# Robert Mutzers
Robert Mutzers (Oosterhout, 6 april 1993) is een Nederlands voetballer die als linksbuiten speelt.

## Carrière
Robert Mutzers doorliep de jeugd van RKC Waalwijk en speelde vervolgens voor de amateurclubs VV Dongen en De Treffers, waar hij in 2017 vertrok om bij FC Dordrecht te spelen. Hij debuteerde op 18 augustus 2017, in de met 5-1 verloren uitwedstrijd tegen Fortuna Sittard. Eind september 2018 verbond hij zich aan het Oekraïense Tsjornomorets Odessa. In december 2018 verliet hij de club. Hij tekende een maand later bij Kozakken Boys waar hij al enkele weken meetrainde. In 2019 tekende hij een contract voor twee seizoenen bij Helmond Sport. In september 2020 ging hij naar KFC Esperanza Pelt.

### Statistieken
| Seizoen                       | Club                 | Land           | Competitie     | Competitie | Competitie | Beker | Beker | Totaal | Totaal |
| Seizoen                       | Club                 | Land           | Competitie     | Wed.       | Dlp.       | Wed.  | Dlp.  | Wed.   | Dlp.   |
| ----------------------------- | -------------------- | -------------- | -------------- | ---------- | ---------- | ----- | ----- | ------ | ------ |
| 2015/16                       | De Treffers          | Nederland      | Topklasse Zon. | 30         | 10         | 2     | 0     | 32     | 10     |
| 2016/17                       | De Treffers          | Nederland      | Tweede divisie | 34         | 17         | 1     | 0     | 35     | 17     |
| 2017/18                       | FC Dordrecht         | Nederland      | Eerste divisie | 35         | 12         | 1     | 0     | 36     | 12     |
| 2018/19                       | Tsjornomorets Odessa | Oekraïne       | Premjer Liha   | 5          | 0          | 1     | 0     | 6      | 0      |
| 2018/19                       | Kozakken Boys        | Nederland      | Tweede divisie | 17         | 1          | 0     | 0     | 17     | 1      |
| 2019/20                       | Helmond Sport        | Nederland      | Eerste divisie | 16         | 2          | 1     | 0     | 17     | 2      |
| 2020/21                       | Helmond Sport        | Nederland      | Eerste divisie | 0          | 0          | 0     | 0     | 0      | 0      |
| Carrièretotaal                | Carrièretotaal       | Carrièretotaal | Carrièretotaal | 137        | 42         | 6     | 0     | 143    | 42     |
| Bijgewerkt op 11 januari 2021 |                      |                |                |            |            |       |       |        |        |